# پائولا پتزو
پائولا پتزو (ایتالیایی: Paola Pezzo؛ زادهٔ ۸ ژانویهٔ ۱۹۶۹) دوچرخه‌سوار اهل ایتالیا است.
وی همچنین برندهٔ جوایزی همچون نشان شایستگی از جمهوری ایتالیا شده‌است.
وی در مسابقات کشوری و بین‌المللی در مجموع برندهٔ ۴ مدال طلا، ۲ مدال برنز شده‌است.